# Староіканський сільський округ
Староіка́нський сільський округ (каз. Ескіикан ауылдық округі, рос. Староиканский сельский округ) — адміністративна одиниця у складі Сауранського району Туркестанської області Казахстану. Адміністративний центр та єдиний населений пункт — село Староікан.
Населення — 20885 осіб (2021; 14294 у 2009, 11277 у 1999, 8239 у 1989).
Станом на 1989 рік існувала Староіканська сільська рада (село Староікан).

## Склад
До складу округу входять такі населені пункти:
| Населений пункт    | Колишні назви | Населення, осіб (1989) | Населення, осіб (1999) | Населення, осіб (2009) | Населення, осіб (2021) |
| ------------------ | ------------- | ---------------------- | ---------------------- | ---------------------- | ---------------------- |
| Махшур Жусуп, село | -             | -                      | -                      | -                      | -                      |
| Староікан, село    | -             | 8239                   | 11277                  | 14294                  | 20885                  |